# Bianco Manini
Bianco Manini est un réalisateur et producteur de films italien.

## Biographie
Bianco Manini, dont on sait peu de choses sur la vie, a produit quelques westerns spaghetti dans la deuxième moitié des années 1960, avec des budgets assez importants. Il a aussi écrit le scénario de quelques-uns sous le pseudonyme de Newman Rostel, que l'on attribue parfois faussement à Stelvio Massi.

## Filmographie (sélection)
- 1966 : El Chuncho (Quién sabe?) de Damiano Damiani - producteur
- 1968 : Son nom crie vengeance (Il suo nome gridava vendetta) de Mario Caiano - producteur
- 1968 : Un train pour Durango (Un treno per Durango) de Mario Caiano - producteur
- 1969 : Texas (Il prezzo del potere) de Tonino Valerii
- 1973 : Partirono preti, tornarono… curati de lui-même, ainsi que le scénario et la production